# Saint-Yzan-de-Soudiac
Saint-Yzan-de-Soudiac település Franciaországban, Gironde megyében. Lakosainak száma 2577 fő (2022. január 1.). Saint-Yzan-de-Soudiac Bussac-Forêt, Saint-Savin, Laruscade és Saint-Mariens községekkel határos.

## Népesség
A település népessége az elmúlt években az alábbi módon változott:
| Lakosok száma | 1393 | 1552 | 1461 | 1762 | 2293 | 2344 | 2380 | 2427 | 2478 | 2577 |
|               | 1968 | 1982 | 1990 | 2006 | 2013 | 2015 | 2017 | 2019 | 2020 | 2022 |